# Toshihiro Aoyama
Toshihiro Aoyama (青山 敏弘?, Aoyama Toshihiro; Kurashiki, 22 febbraio 1986) è un ex calciatore giapponese, di ruolo centrocampista.
Con la nazionale giapponese è stato vicecampione d'Asia nel 2019.

## Caratteristiche tecniche
Aoyama è un giocatore che ricopre l'area centrale del campo: infatti, egli può essere utilizzato sia come centrocampista centrale, sia come mediano e sia come trequartista. Lui è il vero e proprio metronomo del sistema offensivo (e difensivo) del Sanfrecce Hiroshima; può essere in grado di prendere la sua squadra e trascinarla a importantissimi risultati (come nella Coppa del mondo per club FIFA 2015). Fulcro della manovra giapponese la sua importanza si vede quando, se lui non incide la partita anche la squadra ne risente e invece quando lui è presente in campo tutta la squadra lo segue. Dotato di un ottimo bagaglio tecnico, oltre ad avere una discreta visione di gioco ha anche un ottimo senso del gol: infatti bisogna prestare parecchia attenzione alle sue conclusioni velenose dalla lunga distanza.

## Carriera

### Club
Dal 2004 gioca nel Sanfrecce Hiroshima.
Nel 2014 ottiene la fascia da capitano ceduta dal suo compagno di squadra Hisato Satō.

### Nazionale
Fa il suo debutto nella Nazionale giapponese il 21 luglio 2013 in una partita di Coppa dell'Asia orientale terminata 3-3 contro la Cina.
Anche se Aoyama collezionava solo 4 presenze e 0 gol in Nazionale, a maggio del 2014 il ct italiano Alberto Zaccheroni lo convoca per i Mondiali 2014 giocati in Brasile, dove il capitano del Sanfrecce Hiroshima non trova spazio per le prime due partite contro la Costa d'Avorio (1-2) e contro la Grecia (0-0), ma riesce a giocare titolare contro la Colombia (1-4) per 62 minuti, visto che poi Hotaru Yamaguchi lo ha sostituito.
Viene escluso nei 23 convocati da Javier Aguirre per la Coppa d'Asia, giocata a gennaio 2015.
Nell'amichevole contro l'Uzbekistan (8-1) svolta il 31 marzo 2015, al sesto minuto Aoyama fa la sua prima rete in Nazionale, grazie a una potentissima cannonata da 35 metri dalla porta uzbeka.

## Statistiche

### Presenze e reti nei club
Statistiche aggiornate all'8 dicembre 2024.
| Stagione                   | Squadra                    | Campionato                 | Campionato | Campionato | Coppe nazionali | Coppe nazionali | Coppe nazionali | Coppe continentali | Coppe continentali | Coppe continentali | Altre coppe | Altre coppe | Altre coppe | Totale | Totale |
| Stagione                   | Squadra                    | Comp                       | Pres       | Reti       | Comp            | Pres            | Reti            | Comp               | Pres               | Reti               | Comp        | Pres        | Reti        | Pres   | Reti   |
| -------------------------- | -------------------------- | -------------------------- | ---------- | ---------- | --------------- | --------------- | --------------- | ------------------ | ------------------ | ------------------ | ----------- | ----------- | ----------- | ------ | ------ |
| 2004                       | Sanfrecce Hiroshima        | J1                         | 0          | 0          | CG+CdL          | 0+1             | 0+1             | -                  | -                  | -                  |             | -           | -           | 1      | 1      |
| 2005                       | Sanfrecce Hiroshima        | J1                         | 0          | 0          | CG+CdL          | 0               | 0               | -                  | -                  | -                  |             | -           | -           | 0      | 0      |
| 2006                       | Sanfrecce Hiroshima        | J1                         | 19         | 1          | CG+CdL          | 1+1             | 1+0             | -                  | -                  | -                  | -           | -           | -           | 21     | 2      |
| 2007                       | Sanfrecce Hiroshima        | J1                         | 28         | 0          | CG+CdL          | 1+6             | 1+0             | -                  | -                  | -                  | -           | -           | -           | 35     | 1      |
| 2008                       | Sanfrecce Hiroshima        | J2                         | 36         | 4          | CG              | 4               | 1               | -                  | -                  | -                  | SG          | 1           | 0           | 41     | 5      |
| 2009                       | Sanfrecce Hiroshima        | J1                         | 29         | 3          | CG+CdL          | 0+5             | 0+1             | -                  | -                  | -                  | -           | -           | -           | 34     | 4      |
| 2010                       | Sanfrecce Hiroshima        | J1                         | 23         | 0          | CG+CdL          | 1+5             | 0               | ACL                | 0                  | 0                  | -           | -           | -           | 29     | 0      |
| 2011                       | Sanfrecce Hiroshima        | J1                         | 27         | 2          | CG+CdL          | 2+1             | 0               | -                  | -                  | -                  | -           | -           | -           | 30     | 2      |
| 2012                       | Sanfrecce Hiroshima        | J1                         | 34         | 2          | CG+CdL          | 0+4             | 0               | -                  | -                  | -                  | Cmc         | 3           | 1           | 41     | 3      |
| 2013                       | Sanfrecce Hiroshima        | J1                         | 33         | 3          | CG+CdL          | 5+2             | 0               | ACL                | 3                  | 0                  | SG          | 1           | 0           | 29     | 0      |
| 2014                       | Sanfrecce Hiroshima        | J1                         | 25         | 1          | CG+CdL          | 1+5             | 0               | ACL                | 8                  | 0                  | SG          | 1           | 0           | 40     | 1      |
| 2015                       | Sanfrecce Hiroshima        | J1                         | 33+2       | 3+0        | CG+CdL          | 3+2             | 1+0             | -                  | -                  | -                  | Cmc         | 4           | 0           | 44     | 4      |
| 2016                       | Sanfrecce Hiroshima        | J1                         | 28         | 2          | CG+CdL          | 2+2             | 0               | ACL                | 4                  | 0                  | SG          | 1           | 0           | 37     | 2      |
| 2017                       | Sanfrecce Hiroshima        | J1                         | 31         | 0          | CG+CdL          | 1+5             | 0               | -                  | -                  | -                  | -           | -           | -           | 37     | 0      |
| 2018                       | Sanfrecce Hiroshima        | J1                         | 34         | 1          | CG+CdL          | 2+0             | 0               | -                  | -                  | -                  | -           | -           | -           | 36     | 1      |
| 2019                       | Sanfrecce Hiroshima        | J1                         | 14         | 0          | CG+CdL          | 3+2             | 0               | ACL                | 0                  | 0                  | -           | -           | -           | 19     | 0      |
| 2020                       | Sanfrecce Hiroshima        | J1                         | 31         | 1          | CdL             | 1               | 0               | -                  | -                  | -                  | -           | -           | -           | 32     | 1      |
| 2021                       | Sanfrecce Hiroshima        | J1                         | 32         | 1          | CG+CdL          | 0+1             | 0               | -                  | -                  | -                  | -           | -           | -           | 33     | 1      |
| 2022                       | Sanfrecce Hiroshima        | J1                         | 15         | 0          | CG+CdL          | 2+8             | 0               | -                  | -                  | -                  | -           | -           | -           | 25     | 0      |
| 2023                       | Sanfrecce Hiroshima        | J1                         | 5          | 0          | CG+CdL          | 1+2             | 0               | -                  | -                  | -                  | -           | -           | -           | 8      | 0      |
| 2024                       | Sanfrecce Hiroshima        | J1                         | 3          | 0          | CG+CdL          | 2+1             | 1+0             | ACL-2              | 3                  | 1                  | -           | -           | -           | 9      | 2      |
| Totale Sanfrecce Hiroshima | Totale Sanfrecce Hiroshima | Totale Sanfrecce Hiroshima | 482        | 24         |                 | 85              | 7               |                    | 18                 | 1                  |             | 11          | 1           | 596    | 33     |
| Totale carriera            | Totale carriera            | Totale carriera            | 482        | 24         |                 | 85              | 7               |                    | 18                 | 1                  |             | 11          | 1           | 596    | 33     |

### Cronologia presenze e reti in nazionale
| Cronologia completa delle presenze e delle reti in nazionale ― Giappone | Cronologia completa delle presenze e delle reti in nazionale ― Giappone | Cronologia completa delle presenze e delle reti in nazionale ― Giappone | Cronologia completa delle presenze e delle reti in nazionale ― Giappone | Cronologia completa delle presenze e delle reti in nazionale ― Giappone | Cronologia completa delle presenze e delle reti in nazionale ― Giappone | Cronologia completa delle presenze e delle reti in nazionale ― Giappone | Cronologia completa delle presenze e delle reti in nazionale ― Giappone |
| Data                                                                    | Città                                                                   | In casa                                                                 | Risultato                                                               | Ospiti                                                                  | Competizione                                                            | Reti                                                                    | Note                                                                    |
| ----------------------------------------------------------------------- | ----------------------------------------------------------------------- | ----------------------------------------------------------------------- | ----------------------------------------------------------------------- | ----------------------------------------------------------------------- | ----------------------------------------------------------------------- | ----------------------------------------------------------------------- | ----------------------------------------------------------------------- |
| 21-7-2013                                                               | Seul                                                                    | Giappone                                                                | 3 – 3                                                                   | Cina                                                                    | Coppa dell'Asia orientale 2013                                          | -                                                                       |                                                                         |
| 28-7-2013                                                               | Seul                                                                    | Corea del Sud                                                           | 1 – 2                                                                   | Giappone                                                                | Coppa dell'Asia orientale 2013                                          | -                                                                       |                                                                         |
| 6-9-2013                                                                | Osaka                                                                   | Giappone                                                                | 3 – 0                                                                   | Guatemala                                                               | Amichevole                                                              | -                                                                       | 80’                                                                     |
| 25-3-2014                                                               | Tokyo                                                                   | Giappone                                                                | 4 – 2                                                                   | Nuova Zelanda                                                           | Amichevole                                                              | -                                                                       | 46’                                                                     |
| 3-6-2014                                                                | Tampa                                                                   | Costa Rica                                                              | 1 – 3                                                                   | Giappone                                                                | Amichevole                                                              | -                                                                       | 46’                                                                     |
| 7-6-2014                                                                | Tampa                                                                   | Giappone                                                                | 4 – 3                                                                   | Zambia                                                                  | Amichevole                                                              | -                                                                       | 90+1’                                                                   |
| 24-6-2014                                                               | Cuiabá                                                                  | Giappone                                                                | 1 – 4                                                                   | Colombia                                                                | Mondiali 2014 - 1º turno                                                | -                                                                       | 62’                                                                     |
| 31-3-2015                                                               | Tokyo                                                                   | Giappone                                                                | 5 – 1                                                                   | Uzbekistan                                                              | Amichevole                                                              | 1                                                                       |                                                                         |
| 11-9-2018                                                               | Ōsaka                                                                   | Giappone                                                                | 3 – 0                                                                   | Costa Rica                                                              | Amichevole                                                              | -                                                                       | cap. 88’                                                                |
| 12-10-2018                                                              | Niigata                                                                 | Giappone                                                                | 3 – 0                                                                   | Panama                                                                  | Amichevole                                                              | -                                                                       | cap. 88’                                                                |
| 16-10-2018                                                              | Saitama                                                                 | Giappone                                                                | 4 – 3                                                                   | Uruguay                                                                 | Amichevole                                                              | -                                                                       | 74’                                                                     |
| 17-1-2019                                                               | al-'Ayn                                                                 | Giappone                                                                | 2 – 1                                                                   | Uzbekistan                                                              | Coppa d'Asia 2019 - 1º turno                                            | -                                                                       | cap.                                                                    |
| Totale                                                                  |                                                                         | Presenze                                                                | 12                                                                      |                                                                         | Reti                                                                    | 1                                                                       |                                                                         |

## Palmarès

### Club

#### Competizioni nazionali
- Supercoppa del Giappone: 4

Sanfrecce Hiroshima: 2008, 2013, 2014, 2016
- J2 League: 1

Sanfrecce Hiroshima: 2008
- Campionato giapponese: 3

Sanfrecce Hiroshima: 2012, 2013, 2015
- Coppa J. League: 1

Sanfrecce Hiroshima: 2022

### Nazionale
- Coppa dell'Asia orientale: 1

2013

### Individuale
- Squadra del campionato giapponese: 3

2012, 2013, 2015
- Miglior giocatore del campionato giapponese: 1

2015